# Delphinium dasystachyum
Delphinium dasystachyum är en ranunkelväxtart som beskrevs av Pierre Edmond Boissier och Bal.. Delphinium dasystachyum ingår i släktet storriddarsporrar, och familjen ranunkelväxter. Inga underarter finns listade i Catalogue of Life.